# Nierenzapfen

Lage des Onglet (Nierenzapfen)

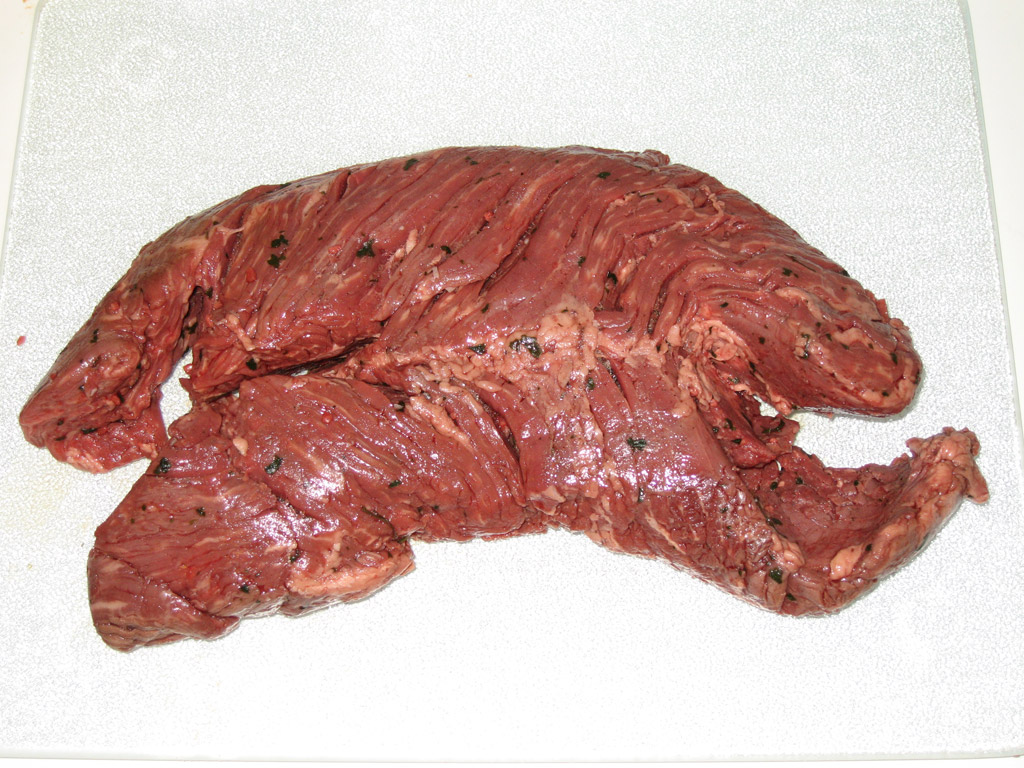
Roher Nierenzapfen (mariniert)

Der Nierenzapfen (in Teilen Bayerns und Österreich auch Herzzapfen, franz. Onglet, engl. Hanging Tender) ist ein Fleischteil beim Rind oder Kalb. Es handelt sich um die Zwerchfellpfeiler (Lendenteil des Zwerchfells) und wird teilweise auch so genannt. Der restliche Teil des Zwerchfells wird als Saumfleisch, in Bayern und Österreich auch als Kronfleisch bezeichnet.
Der Nierenzapfen gehört technisch gesehen zu den Innereien, obwohl es sich um reines Muskelfleisch handelt.